# Teratoma
Il teratoma (dal greco τέρας (téras) "mostro"  e da  ατος (atos) "insaziabile") è un tumore dei tessuti embrionali, benigno (cisti dermoide), maligno o borderline.
Si sviluppa a partire da gameti mutati, quindi principalmente in sede ovarica nelle donne e testicolare negli uomini. È composto da tessuti derivanti da tutti e tre i foglietti embrionali: ectoderma, endoderma e mesoderma. Di qui la composizione morfologica a cui partecipano tessuto tiroideo, abbozzi dentari, tessuto osseo, cartilagineo, muscolare. In breve, come una normale cellula embrionale, il teratoma, seguendo le indicazioni date dal DNA, dà vita a una persona intera all'interno di un'altra persona; essendo però dotato di un DNA difettoso (o comunque diverso da quello originale della persona), il risultato non è una sorta di clone, ma una massa abbozzata a organismo umano. Questa formazione non va confusa con il fetus in fetu.
La malignità si può misurare valutando, su sezione istologica, il rapporto di tessuto nervoso con gli altri tessuti.
Nel valutarne la pericolosità va anche tenuta in conto la possibilità che gli organi del teratoma incomincino a secernere ormoni che poi si riverserebbero nell'organismo del soggetto "ospitante" (questa è la principale causa di decesso).
Un teratocarcinoma è una specie tumorale maligna particolarmente aggressiva, formata da cellule staminali embrionali andate incontro a proliferazione incontrollata. Data la pluripotenza di tali suddette cellule staminali, all'interno del teratocarcinoma si possono trovare i più svariati tipi di tessuti, uno ammassato sull'altro.
La terapia di norma è chirurgica per le forme benigne. Nelle forme immature si associa la chemioterapia in adiuvante (questi tumori sono radioresistenti).

## Teratomi extraembrionari
- tumore del seno endodermico (rarissimo, produce alfa-feto proteina, si diffonde per via ematogena ed è presente anche in sedi non genitali)
- coriocarcinoma
- carcinoma embrionario
- tumori misti (più spesso nella donna sono associati il disgerminoma e quello del seno endodermico; nel maschio il seminoma). La terapia va basata sulla parte più aggressiva della neoformazione.

Il trattamento è inizialmente chirurgico, seguito dalla chemioterapia per gli stessi motivi dei teratomi embrionari.